# الجب (مذيخرة)

تعديل مصدري - تعديل

الجب محلة تابعة لقرية السودان، التابعة لعزلة حليان بمديرية مذيخرة إحدى مديريات محافظة إب في الجمهورية اليمنية، بلغ تعداد سكانها 63 حسب تعداد اليمن لعام 2004.